# 1963 en astronautique
Chronologie de l'astronautique
- 1959
- 1960
- 1961
- 1962
- 1963
- 1964
- 1965
- 1966
- 1967

Cette page présente un récapitulatif des événements qui se sont produits pendant l'année 1963 dans le domaine de l'astronautique.

### Sondes spatiales

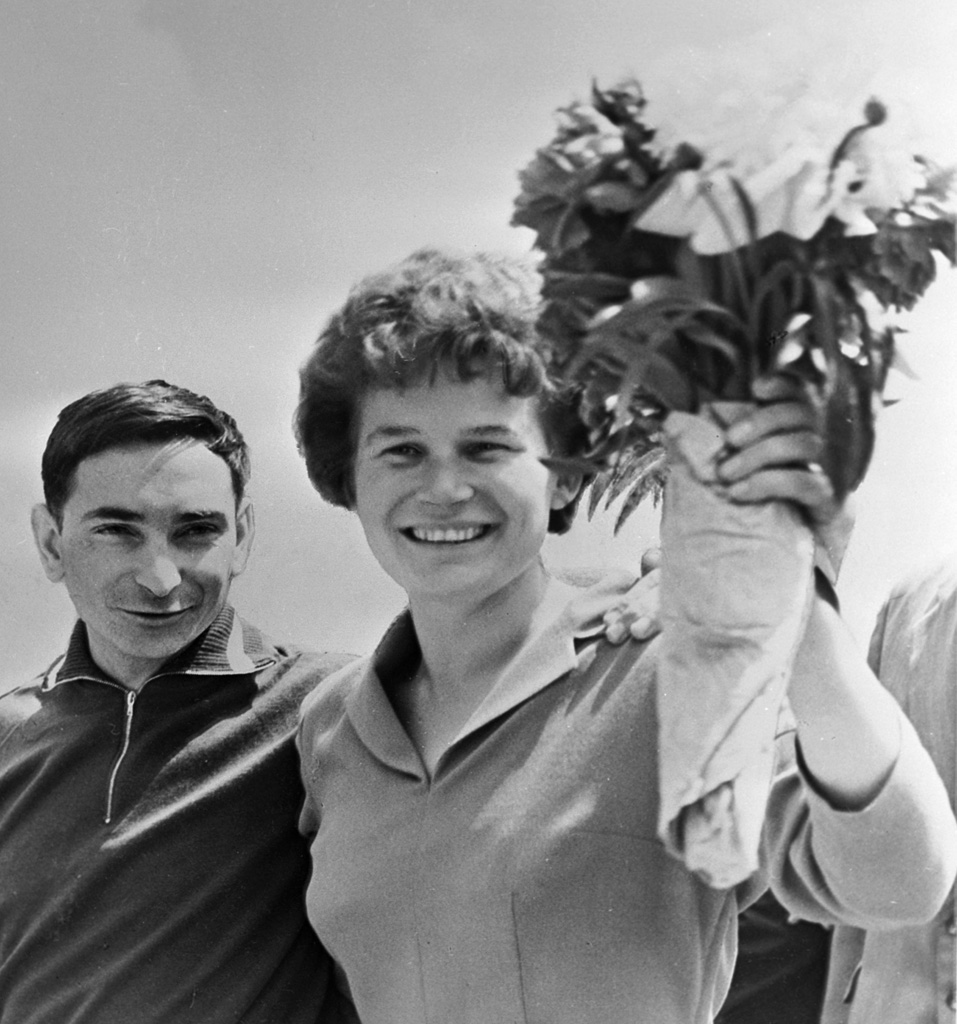
Valery Bykovsky et Valentina Tereshkova première femme à aller dans l'espace ont tous deux effectué un séjour dans l'espace en juin 1963.

## Chronologie

### Janvier
| Date       | Lanceur      | Base de lancement | Type           | Charge utile | Notes |
| 4 janvier  | Molnia L     | Baïkonour         | Orbite haute   | Luna E-6     | Sonde spatiale devant atterrir sur la Lune mais restée en orbite terrestre à la suite d'une défaillance du lanceur. |
| 7 janvier  | Thor-Agena D | Vandenberg        | Orbite basse   | KH-4         | Satellite de reconnaissance optique.                                                                                |
| 16 janvier | Thor-Agena B | Vandenberg        | Orbite polaire | DMSP 2       | Satellite météorologique militaire                                                                                  |

### Février
| Date       | Lanceur      | Base de lancement           | Type         | Charge utile | Notes                                                      |
| 3 février  | Molnia L     | Baïkonour                   | Orbite haute | Luna E-6     | Sonde spatiale lunaire. Échec du lancement.                |
| 14 février | Delta-B      | Cape Canaveral              | Orbite haute | Syncom 1     | Satellite de télécommunications. Défaillance du satellite. |
| 19 février | Scout X-3M   | Vandenberg (Point Arguello) | Orbite basse | DMSP         | Satellite météorologique militaire.                        |
| 28 février | Thor-Agena D | Vandenberg                  | Orbite basse | KH-4         | Satellite de reconnaissance optique. Échec du lancement.   |

### Mars
| Date    | Lanceur      | Base de lancement | Type         | Charge utile | Notes                                              |
| 18 mars | Thor-Agena B | Vandenberg        | Orbite basse | KH-6         | Satellite de reconnaissance optique. Échec lanceur |
| 21 mars | Vostok-2     | Baïkonour         | Orbite basse | Zenit-2 9    | Satellite de reconnaissance.                       |

### Avril
| Date      | Lanceur      | Base de lancement           | Type         | Charge utile      | Notes                                                                                  |
| 1er avril | Thor-Agena B | Vandenberg                  | Orbite basse | KH-4              | Satellite de reconnaissance optique.                                                   |
| 3 février | Molnia L     | Baïkonour                   | Orbite haute | Luna 4            | Sonde spatiale lunaire. Défaillance de la sonde spatiale.                              |
| 3 avril   | Delta-B      | Cape Canaveral              | Orbite haute | Explorer 17       | Étude de la haute atmosphère                                                           |
| 5 avril   | Scout X-3    | Vandenberg (Point Arguello) | Orbite basse | Transit 5A-2      | Satellite de navigation. Échec du lancement.                                           |
| 6 avril   | Cosmos-2     | Kapoustine Iar              | Orbite basse | DS-P1             | Satellite technologique. Cible radar.                                                  |
| 13 avril  | Cosmos-2     | Kapoustine Iar              | Orbite basse | Omega-1 Cosmos 14 | Satellite technologique.                                                               |
| 22 avril  | Vostok-2     | Baïkonour                   | Orbite basse | Zenit-2 8         | Satellite de reconnaissance.                                                           |
| 26 avril  | Thor-Agena D | Vandenberg                  | Orbite basse | KH-5              | Satellite de reconnaissance optique. Échec du lancement.                               |
| 26 avril  | Scout X-3M   | Vandenberg (Point Arguello) | Orbite basse | DMSP 2A           | Satellite météorologique militaire. Échec du lancement.                                |
| 28 avril  | Vostok-2     | Baïkonour                   | Orbite basse | Zenit-2 10        | Satellite de reconnaissance. Satellite partiellement défaillant (contrôle d'attitude). |

### Mai
| Date   | Lanceur       | Base de lancement           | Type           | Charge utile                              | Notes |
| 7 mai  | Delta-B       | Cape Canaveral              | Orbite moyenne | Telstar 2                                 | Satellite de télécommunications. Désactivé le 16 mai 1962.                                                                  |
| 9 mai  | Atlas-Agena B | Vandenberg (Point Arguello) | Orbite moyenne | MIDAS-7, Dash 1, ERS-5, ERS-6, Westford-2 | Satellite d'alerte avancée (Midas), densité de l'air (Dash1), satellite technologique (ERS), télécommunications (Westford). |
| 15 mai | Atlas-LV-3B   | Cape Canaveral              | Orbite basse   | Mercury-Atlas 9                           | Dernier vol habité du programme Mercury avec Gordon Cooper                                                                  |
| 18 mai | Thor-Agena D  | Vandenberg                  | Orbite basse   | KH-6                                      | Satellite de reconnaissance optique. Défaillance du satellite.                                                              |
| 22 mai | Cosmos-2      | Kapoustine Iar              | Orbite basse   | DS-A1 Cosmos 17                           | Satellite technologique. Étude des rayonnements                                                                             |
| 24 mai | Vostok-2      | Baïkonour                   | Orbite basse   | Zenit-2 11 Cosmos 18                      | Satellite de reconnaissance.                                                                                                |

### Juin
| Date     | Lanceur       | Base de lancement           | Type           | Charge utile                                       | Notes                                                                                 |
| 1er juin | Cosmos-2      | Kapoustine Iar              | Orbite basse   | DS-MT                                              | Satellite technologique. Étude des rayonnements . Échec du lancement.                 |
| 12 juin  | Thor-Agena D  | Vandenberg                  | Orbite basse   | KH-4                                               | Satellite de reconnaissance optique.                                                  |
| 12 juin  | Atlas-Agena B | Vandenberg (Point Arguello) | Orbite moyenne | MIDAS-8, Dash 1, TRS-7, TRS-8                      | Satellite d'alerte avancée (Midas), satellite technologique (TRS). Échec du lancement |
| 14 juin  | Vostok-K      | Baïkonour                   | Orbite basse   | Vostok 5                                           | Vol habité du cosmonaute Valeri Bykovski                                              |
| 15 juin  | Thor-Agena D  | Vandenberg                  | Orbite basse   | Poppy 2, SOLRAD 6A, LOFTI, 2B Surcal 3, Radose 112 | Satellite écoute électronique (Poppy)                                                 |
| 16 juin  | Scout X-3     | Vandenberg (Point Arguello) | Orbite basse   | Transit 5A-3                                       | Satellite de naviagation. Satellite endommagé durant le lancement.                    |
| 16 juin  | Vostok-K      | Baïkonour                   | Orbite basse   | Vostok 6                                           | Vol habité du cosmonaute Valentina Tereshkova, première femme dans l'espace           |
| 19 juin  | Delta-B       | Cape Canaveral              | Orbite basse   | TIROS-7                                            | Météorologie.                                                                         |
| 27 juin  | Thor-Agena D  | Vandenberg                  | Orbite basse   | KH-4                                               | Satellite de reconnaissance optique.                                                  |
| 28 juin  | Scout X-4     | Wallops Island              | Orbite moyenne | GRS                                                | Étude de la ionosphère.                                                               |
| 29 juin  | Thor-Agena B  | Vandenberg                  | Orbite polaire | Samos-F 2-4                                        | Satellite de renseignement d'origine électromagnétique.                               |

### Juillet
| Date       | Lanceur       | Base de lancement           | Type                | Charge utile                   | Notes                                                                                               |
| 10 juillet | Vostok-2      | Baïkonour                   | Orbite basse        | Zenit-2 12                     | Satellite de reconnaissance. Échec du lancement.                                                    |
| 12 juillet | Atlas-Agena D | Vandenberg                  | Orbite basse        | KH-7                           | Satellite de reconnaissance optique.                                                                |
| 12 juillet | Thor-Agena D  | Vandenberg                  | Orbite basse        | KH-4                           | Satellite de reconnaissance optique.                                                                |
| 19 juillet | Atlas-Agena B | Vandenberg (Point Arguello) | Orbite moyenne      | MIDAS-9, Dash 2, TRS-9, TRS-10 | Satellite d'alerte avancée (Midas), analyse densité de l'air (Dash), satellite technologique (TRS). |
| 26 juillet | Delta-B       | Cape Canaveral              | Orbite géosynchrone | Syncom 2                       | Satellite de télécommunications. Premier satellite placé en orbite géosynchrone                     |
| 31 juillet | Thor-Agena D  | Vandenberg                  | Orbite basse        | KH-6                           | Satellite de reconnaissance optique.                                                                |

### Août
| Date    | Lanceur      | Base de lancement | Type         | Charge utile | Notes                                                           |
| 6 août  | Cosmos-2     | Kapoustine Iar    | Orbite basse | DS-P1        | Satellite technologique. Cible radar.                           |
| 22 août | Cosmos-2     | Kapoustine Iar    | Orbite basse | DS-A1 3      | Satellite technologique. Étude du rayonnement. Échec du lanceur |
| 25 août | Thor-Agena D | Vandenberg        | Orbite basse | KH-4A        | Satellite de reconnaissance optique.                            |
| 29 août | Thor-Agena D | Vandenberg        | Orbite basse | KH-5         | Satellite de reconnaissance optique.                            |

### Septembre
| Date         | Lanceur       | Base de lancement           | Type         | Charge utile                | Notes                                                   |
| 6 septembre  | Atlas-Agena D | Vandenberg                  | Orbite basse | KH-7                        | Satellite de reconnaissance optique.                    |
| 23 septembre | Thor-Agena D  | Vandenberg                  | Orbite basse | KH-4A                       | Satellite de reconnaissance optique.                    |
| 27 septembre | Scout X-2B    | Vandenberg (Point Arguello) | Orbite basse | DMSP 1A                     | Satellite météorologique militaire. Échec du lancement. |
| 28 septembre | Thor-Ablestar | Vandenberg (Point Arguello) | Orbite basse | Transit 5BN-1, Transit 5E-1 | Satellite de navigation. Défaillance du satellite 5BN-1 |

### Octobre
| Date       | Lanceur       | Base de lancement           | Type           | Charge utile             | Notes                                                                                             |
| 17 octobre | Atlas-Agena D | Vandenberg (Point Arguello) | Orbite moyenne | Vela-1A, Vela-1B, ERS-10 | Satellite destinés à détecter une explosion nucléaire (Vela), recherche sur les particules (ERS). |
| 18 octobre | Vostok-2      | Baïkonour                   | Orbite basse   | Zenit-2 13 Cosmos 20     | Satellite de reconnaissance.                                                                      |
| 24 octobre | Cosmos-2      | Kapoustine Iar              | Orbite basse   | DS-A1 4                  | Satellite technologique. Étude du rayonnement. Échec du lanceur                                   |
| 25 octobre | Atlas-Agena D | Vandenberg                  | Orbite basse   | KH-7                     | Satellite de reconnaissance optique.                                                              |
| 29 octobre | Thor-Agena D  | Vandenberg                  | Orbite basse   | KH-5                     | Satellite de reconnaissance optique.                                                              |

### Novembre
| Date         | Lanceur       | Base de lancement | Type                  | Charge utile            | Notes                                                                                            |
| 1er novembre | Polyot 1      | Baïkonour         | Orbite basse          | Polyot-1                | Satellite anti-satellite (test), prototype des IS.                                               |
| 11 novembre  | Molnia        | Baïkonour         | Orbite héliocentrique | Venera 3MV-1A Cosmos 21 | Sonde spatiale vénusienne. Échec du lancement. Le satellite reste bloqué en orbite basse.        |
| 16 novembre  | Voskhod       | Baïkonour         | Orbite basse          | Zenit-4 Cosmos 22       | Satellite de reconnaissance. Premier vol du lanceur Voskhod                                      |
| 27 novembre  | Delta-C       | Cape Canaveral    | Orbite géosynchrone   | Explorer 18             | Étude de la magnétosphère. Fin des opérations le 10 mai 1965.                                    |
| 27 novembre  | Atlas-Centaur | Cape Canaveral    | Orbite basse          |                         | Premier test de l'étage Centaur dans l'espace. Première fusée utilisant l'hydrogène comme ergol. |
| 27 novembre  | Thor-Agena D  | Vandenberg        | Orbite basse          | KH-4                    | Satellite de reconnaissance optique.                                                             |

### Décembre
| Date        | Lanceur       | Base de lancement           | Type         | Charge utile                | Notes |
| 5 décembre  | Thor-Ablestar | Vandenberg (Point Arguello) | Orbite basse | Transit 5BN-2, Transit 5E-3 | Satellite de navigation. |
| 13 décembre | Cosmos-2      | Kapoustine Iar              | Orbite basse | Omega 1 Cosmos 23           | Satellite technologique. |
| 18 décembre | Atlas-Agena D | Vandenberg                  | Orbite basse | KH-7                        | Satellite de reconnaissance optique.                                                                                             |
| 19 décembre | Voskhod       | Baïkonour                   | Orbite basse | Zenit-2 15 Cosmos 24        | Satellite de reconnaissance. |
| 19 décembre | Scout X-4     | Vandenberg (Point Arguello) | Orbite basse | Explorer 19                 | Étude de la densité de l'atmosphère. Échec partiel du lanceur (orbite plus basse que prévu) et du satellite (transpondeur muet). |
| 21 décembre | Thor-Agena D  | Vandenberg                  | Orbite basse | KH-4                        | Satellite de reconnaissance optique.                                                                                             |

## Synthèse des vols orbitaux

### Par pays
| Pays             | Lancements | Succès | Échecs | Échecs partiels | Remarques |
| ---------------- | ---------- | ------ | ------ | --------------- | --------- |
| Union soviétique | 24         | 15     | 9      | 0               |           |
| États-Unis       | 46         | 35     | 8      | 3               |           |

### Par lanceur
| Lanceur              | Pays             | Lancements | Succès | Échecs | Échecs partiels | Remarques                |
| -------------------- | ---------------- | ---------- | ------ | ------ | --------------- | ------------------------ |
| Atlas Agena B et D   | États-Unis       | 5          | 6      | 1      | 1               |                          |
| Mercury Atlas LV-3B  | États-Unis       | 1          | 1      |        |                 | Dernier vol de ce modèle |
| Atlas-LV3C Centaur B | États-Unis       | 1          | 1      |        |                 | Seul vol de ce modèle    |
| Delta B et C         | États-Unis       | 7          | 7      |        |                 |                          |
| Molnia               | Union soviétique | 4          | 1      | 3      |                 |                          |
| Scout                | États-Unis       | 7          | 2      | 3      | 2               |                          |
| Cosmos 2             | Union soviétique | 8          | 4      | 4      |                 |                          |
| Thor Ablestar        | États-Unis       | 2          | 2      |        |                 |                          |
| Thor Agena B et D    | États-Unis       | 20         | 16     | 4      |                 |                          |
| Vostok K et 2        | Union soviétique | 10         | 8      | 2      |                 |                          |
| Voskhod              | Union soviétique | 1          | 1      |        |                 |                          |
| Polyot               | Union soviétique | 1          | 1      |        |                 |                          |

### Par type d'orbite
| Orbite              | Lancements | Succès | Échecs | Orbite atteinte involontairement | Remarques |
| ------------------- | ---------- | ------ | ------ | -------------------------------- | --------- |
| Basse               | 57         | 44     | 13     | 2                                |           |
| Moyenne             | 5          | 4      | 1      |                                  |           |
| Haute               | 5          | 3      | 2      |                                  |           |
| Orbite géosynchrone | 2          | 2      |        |                                  |           |
| héliocentrique      | 1          |        | 1      |                                  |           |

## Survols et contacts planétaires
| Date     | Sonde spatiale | Événement         | Remarque                                                         |
| -------- | -------------- | ----------------- | ---------------------------------------------------------------- |
| 25 avril | Luna 4         | Survol de la Lune | Distance 8336 km. Atterrissage raté.                             |
| 19 juin  | Mars 1         | Survol de Mars    | Distance 193000 km. Communications interrompues avant le survol. |